# Cellulaire Gevangenis (Sneek)
De Cellulaire Gevangenis, ook wel: Huis van Bewaring, Gevangenhuis, Cellulaire Gevangenis Anno 1841, is de voormalige stadsgevangenis van de stad Sneek.
Het gebouw, aan de Kleine Kerkstraat, is gebouwd in de periode 1838-1841 en is nog altijd een markant gebouw in de binnenstad van Sneek. De gevangenis is in 1841 in gebruik genomen na opdracht tot bouw door de Friese Waterstaat. Mogelijk was Isaac Warnsinck een van de betrokken architecten. Destijds bestond in Sneek nog een gevangenis, namelijk het Huis van Bewaring.
Aan de rechterzijde van het pand bevond zich het politiebureau, daarnaast stond het Kantongerecht van Sneek.
Alle nog bestaande gevangenissen in Sneek, het Huis van Bewaring en de Cellulaire Gevangenis, werden in 1922 opgeheven en gesloten. Hierna heeft het pand tussen 1946-1951 nog wel dienstgedaan als interneringskamp voor collaborateurs.
Sindsdien is het gebouw voor verschillende doeleinden gebruikt. Tegenwoordig is in het pand een uitgaanscentrum gevestigd, dat bestaat uit verschillende cafetaria's en een discotheek genaamd Club 1841.